# Novo Nordisk
Novo Nordisk SA — датська фармацевтична компанія. Вона була створена в результаті злиття двох датських компаній: Novo Industri SA та Nordisk Gentofte SAS в 1989 році. Це один зі світових лідерів з виробництва інсуліну. Також виробляє препарати для хворих на гемофілію, гормон росту та препарати для гормональної терапії, препарат для лікування ожиріння та цукового діабету 2 типу Оземпік (Ozempic, Семаглутид).
Novo Nordisk є найбільшою датською фармацевтичною компанією. Станом на січень 2025 року, була найбільшою компанією ЄС за розміром ринкової капіталізації — понад 350 млрд євро.